# 迪克森城 (佛羅里達州)
迪克森城（英語：Dickerson City）是位於美國佛羅里達州聖羅薩縣的一個人口普查指定地區。

## 地理
迪克森城的座標為30°28′59″N 87°03′34″W / 30.48306°N 87.05944°W，而該地最高點為海拔高度2米（即7英尺）。

## 人口
根據2010年美國人口普查的數據，迪克森城的面積為3.45平方千米，當中陸地面積為3.42平方千米，而水域面積為0.03平方千米。當地共有人口146人，而人口密度為每平方千米42人。